# Janet Hinostroza

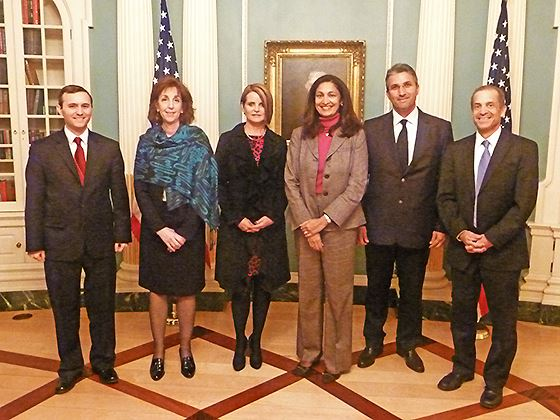
Janet Hinostroza (tercera de izquierda a derecha) en premiación por parte del Comité de Protección de Periodistas en el Departamento Estatal de Washington D. C. en 2013.

Janet Hinostroza es una periodista ecuatoriana. Estudió en la Universidad Internacional del Ecuador mientras trabajaba como reportera y presentadora para Teleamazonas. A los 21 años de edad viajó a Bogotá, Colombia donde permaneció durante varios años como presentadora de noticias como CM&, Colombia 12:30, Informativo 11 PM y el magazín Buenos Días Colombia. Más tarde regresa al Ecuador para dirigir y conducir los programas de investigación informativa, 30 minutos y 30 minutos Plus en Teleamazonas. En 2010 asumió la conducción del programa matutino La mañana de 24 horas tras la salida del periodista Jorge Ortiz García por diferencias con el presidente de Ecuador Rafael Correa.
Hinostroza recibió una amenaza de agresión física tras haber difundido en el programa La mañana de 24 horas de Teleamazonas sobre el crédito del banco Cofiec hacia el ciudadano argentino Gastón Duzac, hecho que el 14 de septiembre de 2012 hizo que no se presente la serie de investigaciones sobre el caso suspendiendo el programa y el 19 de septiembre en el espacio de 30 minutos Plus explicó lo sucedido anunciando que con el apoyo de Teleamazonas decidió temporalmente ausentarse de la pantalla. 
Desde mediados de 2015 regresa a Teleamazonas en el espacio Desayunos de 24 horas en sustitución de María Josefa Coronel (quien abandonó el espacio por enfermedad), en el que continúa hasta la actualidad. El 16 de febrero de 2017 recibe un sobre aparentemente con material explosivo dirigido a las oficinas de Teleamazonas, en plena campaña electoral para las elecciones presidenciales de 2017. Uno similar recibió la presidenta de la Asamblea Nacional de Ecuador, Gabriela Rivadeneira.